# Coté de Pablo

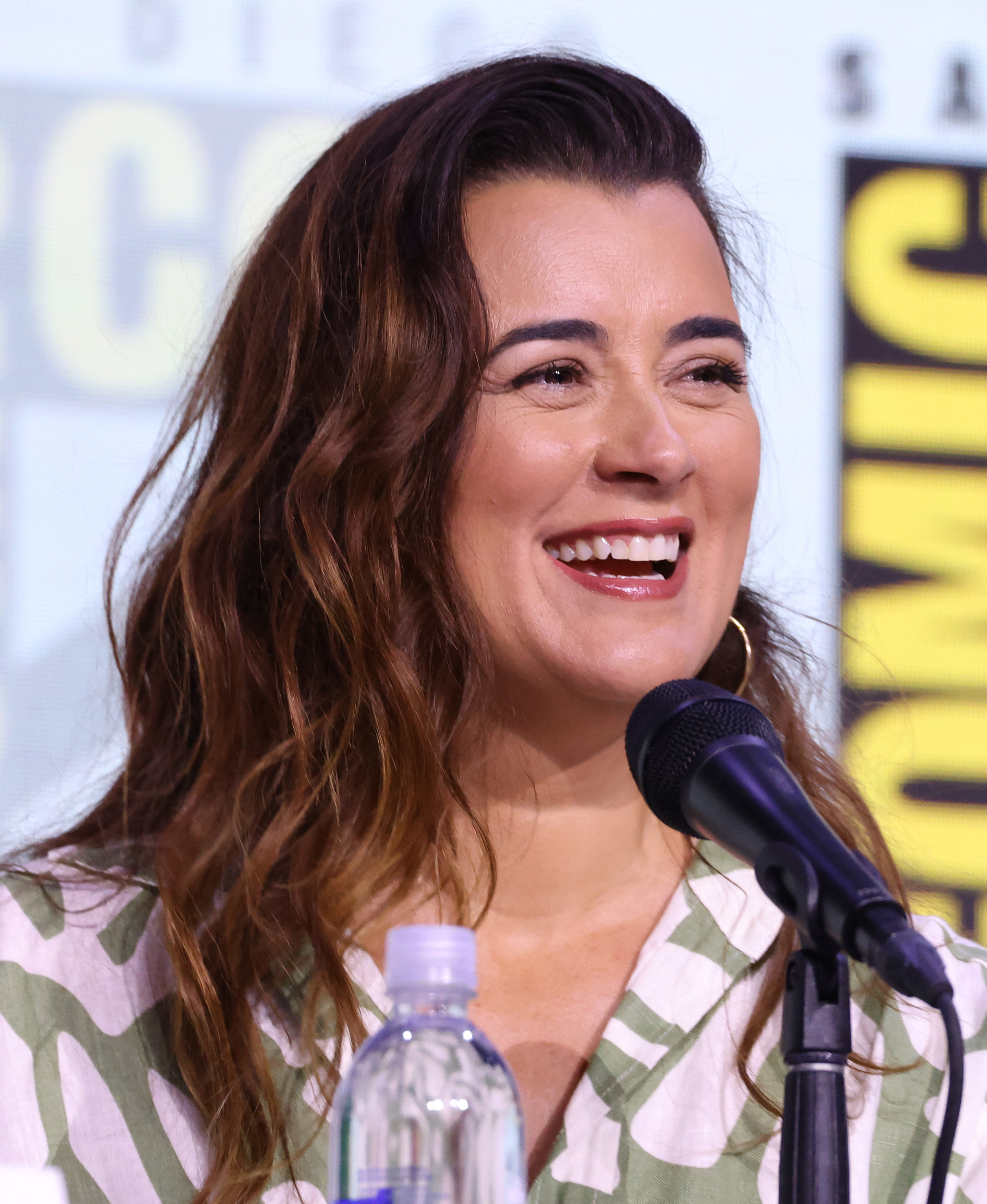
Coté de Pablo (2025)

Coté de Pablo (* 12. November 1979 in Santiago de Chile als María José de Pablo Fernández) ist eine chilenisch-US-amerikanische Schauspielerin.
Bekannt wurde sie durch die Rolle der Ziva David in der US-Krimiserie Navy CIS, für deren Darstellung sie 2006 mit dem Imagen Award (Kategorie Best Supporting Actress – Television) und 2011 mit dem ALMA Award (Kategorie Outstanding Actress in a Drama Television Series) ausgezeichnet wurde. 2016 erhielt sie neuerlich den Imagen Award (Kategorie Best Supporting Actress – Feature Film) für die Darstellung der Jessica Vega im amerikanisch-chilenischen Katastrophenfilm 69 Tage Hoffnung (Originaltitel: The 33), der das Grubenunglück von San José vom August 2010 zum Thema hatte, verliehen.

## Leben
Coté de Pablo zog im Alter von zehn Jahren mit ihren Eltern, Francisco de Pablo und María Olga Fernández, ihrer jüngeren Schwester Andrea und ihrem Bruder Francisco nach Miami, weil ihre Mutter dort eine Stelle beim spanischsprachigen Fernsehsender Telemundo erhielt. In Miami besuchte sie die Arvida Middle School, wo ihre Mitschüler ihre Vornamen María José nicht richtig aussprechen konnten, sodass sie stattdessen die dafür übliche chilenische Kurzform Coté verwendete.
Danach studierte de Pablo Musiktheater an der Carnegie Mellon University in Pittsburgh und schloss das Studium im Jahr 2000 mit dem akademischen Grad BFA (Bachelors of Fine Arts – Acting and Musical Theater) ab.
Im Juni 2015 beendete Coté de Pablo ihre langjährige Beziehung mit dem Schauspieler Diego Serrano.
In den sozialen Medien ist die Schauspielerin im Vergleich zu ihren früheren Navy-CIS-Kollegen, wie Brian Dietzen oder Pauley Perrette, nicht vertreten. Zwar gibt es sowohl auf Facebook als auch Instagram entsprechende Accounts mit ihrem Namen, dabei handelt es sich aber durchweg um von Fans betriebene Seiten. Als Grund dafür, dass sie die sozialen Medien nicht nutzt wie andere Kollegen, gab de Pablo in einem Interview an, dass ihr ihre Privatsphäre sehr wichtig sei.
Einen seltenen Einblick in ihr Privatleben gab Coté de Pablo in einem Werbespot des Centers for Disease Control and Prevention (CDC), einer Behörde des US-amerikanischen Gesundheitsministeriums, im Jahre 2015, in dem sie auf die Gefahren von weiblichen Krebsarten hinwies. Dabei sprach de Pablo über Krebsfälle in der Familie, ihren eigenen Ängsten im Zusammenhang mit einer Krebstestung und zeigte auch Bilder, auf denen sie und ihre engsten Verwandten zu sehen sind.

## Karriere

### Frühe Engagements
In ihrer ersten Fernsehrolle moderierte sie ab 1994 an der Seite von Carlos Ponce einige Folgen von Control, einer spanischsprachigen Jugendsendung des Senders Univision.
Nach ihrem Abschluss zog Coté de Pablo nach New York und verdiente sich dort ihren Lebensunterhalt zunächst mit Gelegenheitsjobs, so arbeitete sie unter anderem als Kellnerin in einem indischen Restaurant in Manhattan und in einem italienischen Lokal in Brooklyn.
Ab 2001 erhielt sie Rollen am The Public Theater, außerdem gab es Auftritte in Werbespots wie für den VW Touareg.
Weitere Rollen waren Gastauftritte in der Seifenoper All My Children sowie in den Serien The $treet und The Education of Max Bickford. Ihre erste Hauptrolle in einer Serie war die der Marguerite Cisneros im Gerichtsdrama The Jury der Fox Broadcasting Company, von der 2004 eine erste Staffel mit zehn Episoden produziert wurde, für die es dann aber keine Verlängerung gab.

### AlsZiva DavidbeiNavy CIS(2005–2013, 2019–2020)

#### Casting

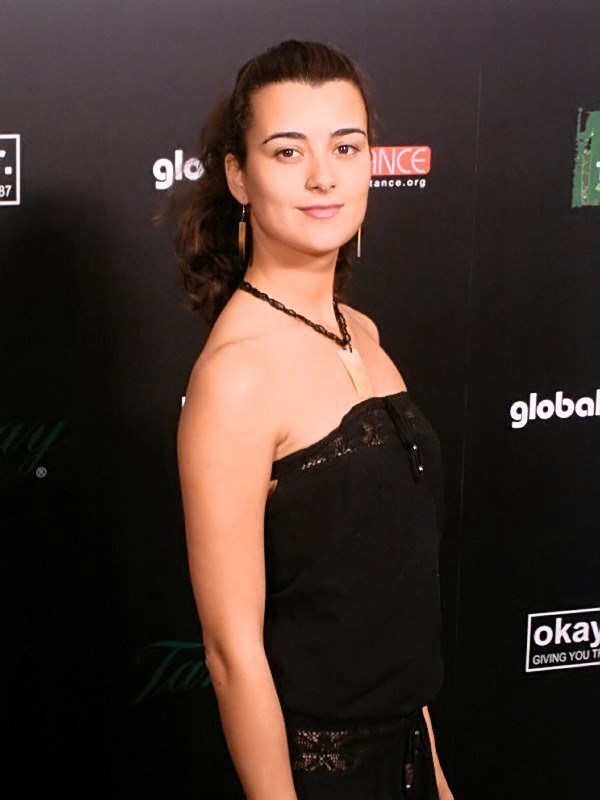
Cote de Pablo (2007)

2005 war Coté de Pablo für die Musical-Version des Musikfilmes Mambo Kings vorgesehen, das am Broadway Premiere feiern sollte, letztendlich aber dort nie zur Aufführung kam. Mitten in diesen Vorbereitungen erhielt sie eine Einladung zu einem Casting für die dritte Staffel von Navy CIS, bei dem eine Nachfolgerin für die ausgeschiedene Hauptfigur Caitlin „Kate“ Todd, dargestellt von Sasha Alexander, gesucht wurde. Bei diesen Probeaufnahmen traf Coté de Pablo auf eine Schauspielerkollegin, die bereits zum zwölften Mal für dieses Casting eingeladen worden war. Beide Frauen mussten dabei eine Szene mit Michael Weatherly, dem Darsteller von Anthony „Tony“ DiNozzo, vor versammelter Filmcrew spielen. Weatherly, bekannt dafür, dass er gerne improvisiert, versuchte mit beiden Frauen entgegen der Vorgaben des Drehbuchs zu flirten. Während die Konkurrentin darauf einging, ließ de Pablo, innerlich empört über das Verhalten ihres Kollegen, Michael Weatherly spontan abblitzen. Diese Reaktion beeindruckte nicht nur die Filmcrew, sondern sollte auch in den nächsten Jahren das bestimmende Element zwischen den Figuren Ziva David und Tony DiNozzo werden und einer der wichtigsten Erfolgsfaktoren für Navy CIS sein.

#### Entwicklung zum Publikumsliebling

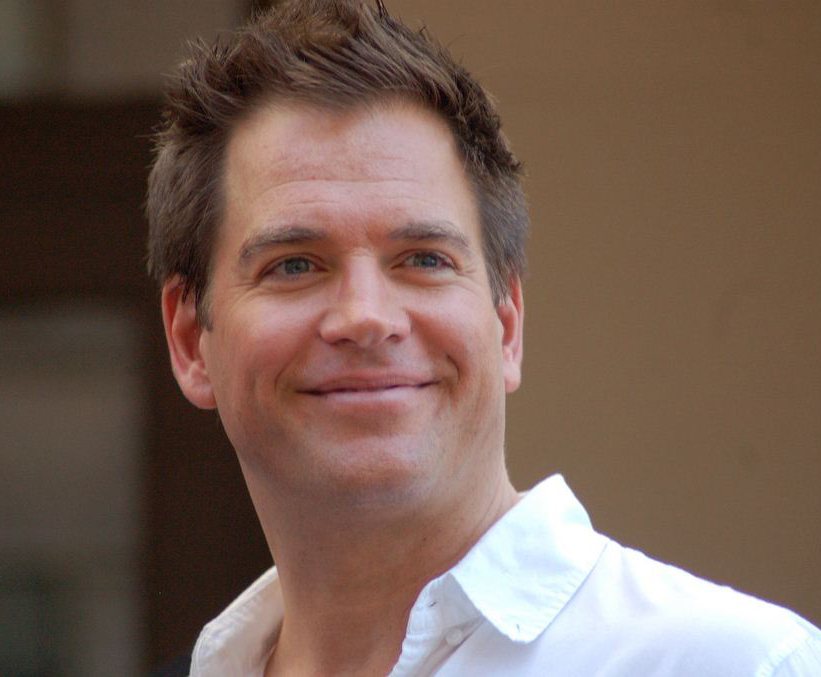
Michael Weatherly, der männliche Teil von Tiva, am 1. Oktober 2012 bei Einweihung des Sterns auf dem Hollywood Walk of Fame für Mark Harmon

Bevor die Dreharbeiten zur dritten Staffel von Navy CIS begannen, mutierte de Pablos Rollenfigur von einer ursprünglich osteuropäischen Agentin hin zur Mossad-Offizierin Ziva David. 2005 meinte Coté de Pablo in einem Interview, dass sie bei der Darstellung der Ziva David nie die Absicht verfolgt hatte, dass die Leute sie mögen. Sie habe hingegen stets versucht eine dreidimensionale Filmfigur darzustellen. William Webb, Director of Photography, bescheinigte der Schauspielerin noch während der dritten Staffel, dass sie eine einzigartige Energie mit ans Set bringe.
Während Coté de Pablo nach dem Abgang von Sasha Alexander anfänglich noch mit negativen Fanreaktionen zu kämpfen hatte, wurde sie bald zu einer der beliebtesten Darstellerinnen in der Geschichte der Serie. Insbesondere die Weiterentwicklung der Storyline von Ziva David und Tony DiNozzo, die in den folgenden acht Staffeln näher zueinander fanden, ließ in Fankreisen das Kürzel Tiva (zusammengesetzt aus Teilen der Vornamen beider Filmfiguren) entstehen, das symbolisch für das Schauspielerduo Weatherly/de Pablo stand.

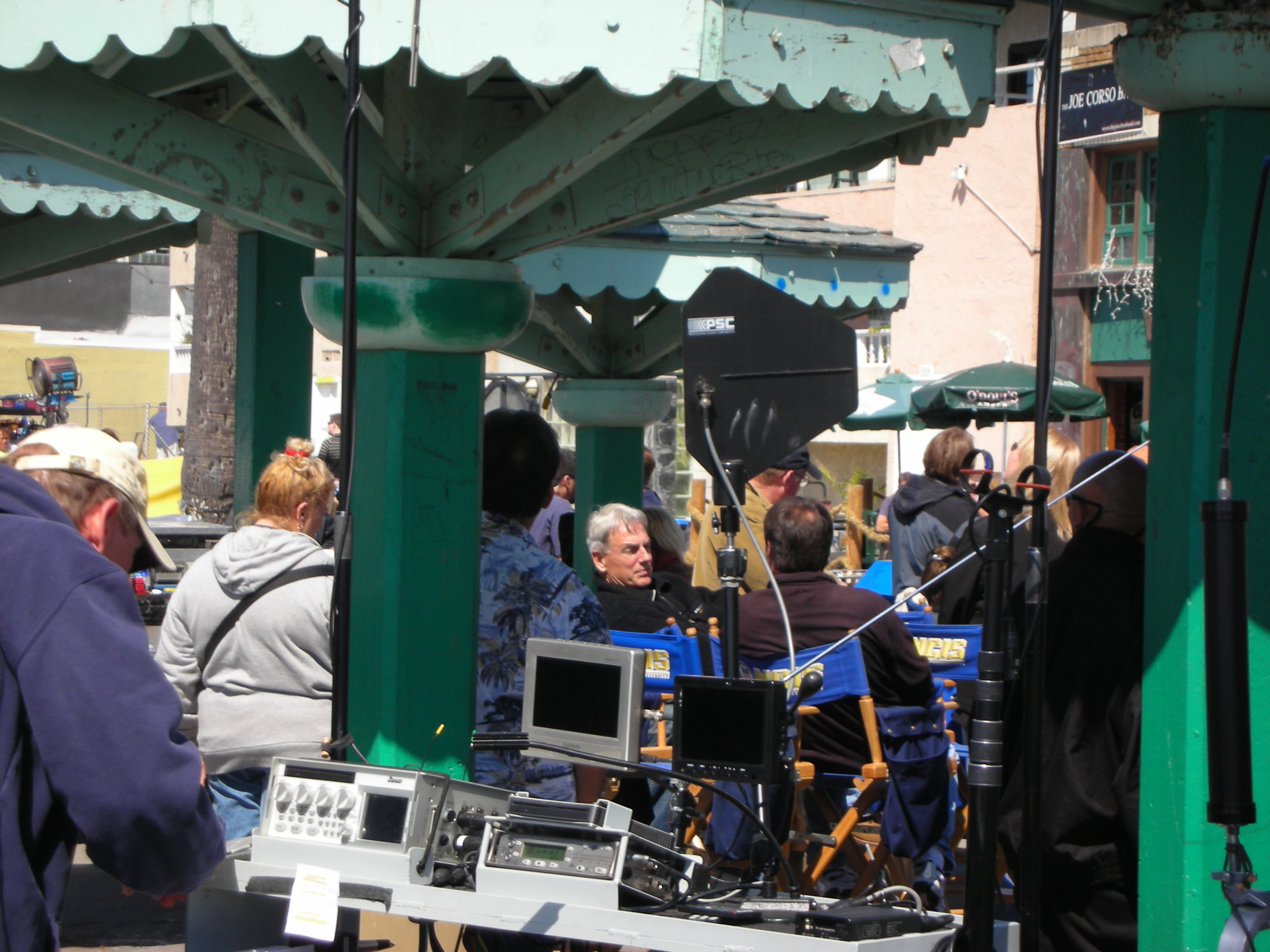
Navy CIS-Filmset während der Dreharbeiten zu Episode 22 und 23 von Staffel 6 (8. März 2009)

Im September und Oktober 2009 stieg Navy CIS in der Gunst der amerikanischen TV-Konsumenten derart, dass es mit über 20 Millionen Zusehern zur landesweit meistgesehenen Sendung wurde. Dieser Anstieg in der Zuschauergunst war vor allem einem Spannungsbogen zu verdanken, in dem Coté de Pablo mit ihrer Filmfigur Ziva David im Mittelpunkt stand. Der Spannungsbogen begann mit den Episoden 22 und 23 (deutsche Titel Legende (1) und Legende (2)) der Staffel 6, die zugleich als Backdoor-Pilot für das Spin-off Navy CIS: L.A. dienten. In diesen beiden Folgen werden die Mitglieder einer Schläferzelle vom Mossad-Agenten Michael Rivkin liquidiert, zu dem Ziva eine Beziehung unterhält. Tony, der ihre Loyalität anzweifelt, erschießt Rivkin in Notwehr in ihrer Wohnung und wird dann fast selbst von einer wütenden Ziva erschossen. In der letzten Folge von Staffel 6 (deutscher Titel Heimkehr, englisch Aliyah) reisen Gibbs, Tony und Ziva nach Israel, wobei letztere in ihrem Heimatland zurückbleibt und dann von ihrem Vater zu einem Himmelfahrtskommando nach Somalia geschickt wird. Als Cliffhanger für Staffel 7 dient dann das durch Folter entstellte Gesicht der gefangen genommenen Ziva. Während diese letzten Episoden von Staffel 6 von rund 16,5 Millionen US-Zuschauern gesehen wurden, stieg das Interesse bei Beginn der nächsten Staffel sprunghaft auf über 20 bzw. 21 Millionen an und hielt sich auch nach dem Ende des Spannungsbogens rund um Ziva bis Anfang Februar 2010 auf diesem Niveau. Die ersten fünf Episoden, in denen das NCIS-Team zusammen mit Ziva aus Somalia zurückkehrt, die Gerettete mit Tony ihren Frieden schließt und in Gibbs eine Vaterfigur findet, bescherten der Serie den landesweiten Spitzenplatz im US-Fernsehen. Für Coté de Pablo bot diese Storyline die Möglichkeit ihre Filmfigur, von einer ganz anderen, verletzlichen, Seite zu zeigen. Die Schlussszene des Handlungsbogens am Ende von Episode 4 (deutscher Titel Damokles, englisch Good Cop, Bad Cop), als Mark Harmon seiner Schauspielkollegin Coté de Pablo für den Zuschauer nicht hörbar etwas ins Ohr flüsterte, die daraufhin zuerst lachte und dann in Tränen ausbrach, löste unter den Fans viele Spekulationen aus. Tatsächlich hatten beide Schauspieler diese Szene improvisiert und behielten das Gesagte als Geheimnis für sich.
In den nachfolgenden Staffeln wurde die Figur der Ziva immer angepasster und verlor dadurch auch etwas von der für sie typische Dynamik der ersten Jahre. Szenen wie jene in Episode 11 von Staffel 9, wo Ziva zu den Klängen von Silent Night sich ein Duell mit einem Söldner liefert und ihn, nachdem ihre Waffen leer geschossen sind, im Zweikampf niederringt, während der von Mark Harmon dargestellte Gibbs nebenan einem weiblichen Marine Geburtshilfe leistet, blieben die Ausnahme. Dies beklagte auch Coté de Pablo in einem Interview nach Staffel 9, als sie als Antwort auf eine Zuseherfrage meinte, dass sie sich die Ziva von Staffel 3 zurückwünsche. De Pablos Filmfigur rückte erst ab Episode 11 von Staffel 10 wieder in den Mittelpunkt des Geschehens, als der von Michael Nouri dargestellte Vater von Ziva, der Mossad-Leiter Eli David, und die Frau des von Rocky Carroll gespielten Navy CIS-Direktor Leon Vance ermordet werden. Die an diesen Vorfall anschließende Folge 11 (deutscher Titel Tage der Trauer, englischer Titel Shiva) sollte nicht nur mit 22,86 Millionen Zusehern die meistgesehene Episode in der Geschichte von Navy CIS in den USA werden, sondern auch die Kritiker überzeugen.
2012 wurde Coté de Pablo bei einer Umfrage des Marktforschungsinstitutes E-Poll Market Research für das America’s most appealing celebrity-Jahresranking auf Platz drei, nach Betty White und Sandra Bullock, gewählt und ließ damit Hollywood-Größen wie Morgan Freeman und Tom Hanks hinter sich.
Im gleichen Jahr erschien in der israelischen Tageszeitung The Jerusalem Post ein Artikel, der anführte, dass Ziva die einzige, weltweit zu sehende Filmfigur ist, die einen Bürger Israels positiv darstellt. Da Ziva stolz sei, eine Israelin zu sein, könne sich auch jeder Israeli mit ihr identifizieren.

#### Freiwilliger Ausstieg 2013
Nachdem Coté de Pablo ihren im Laufe von Staffel 10 ausgelaufenen Vertrag nicht verlängert hatte, gab CBS am 10. Juli 2013 offiziell bekannt, dass die Schauspielerin nicht mehr in Staffel 11 zurückkehren werde. Problematisch dabei war, dass dies nur eine Woche vor Beginn der Dreharbeiten erfolgte, sodass die Produzenten sich gezwungen sahen, viele geplante Handlungsstränge umzustellen. Ihren vorerst letzten Auftritt hatte de Pablo in Episode 2 von Staffel 11 (deutscher Titel Zivas Liste, englischer Titel Past, Present And Future), in der es zu einem tränenreichen Abschied zwischen Ziva und Tony kommt, der in die USA ins Navy-CIS-Hauptquartier zurückkehrt, während Ziva in Israel bleibt, um dort ein neues Leben zu beginnen.

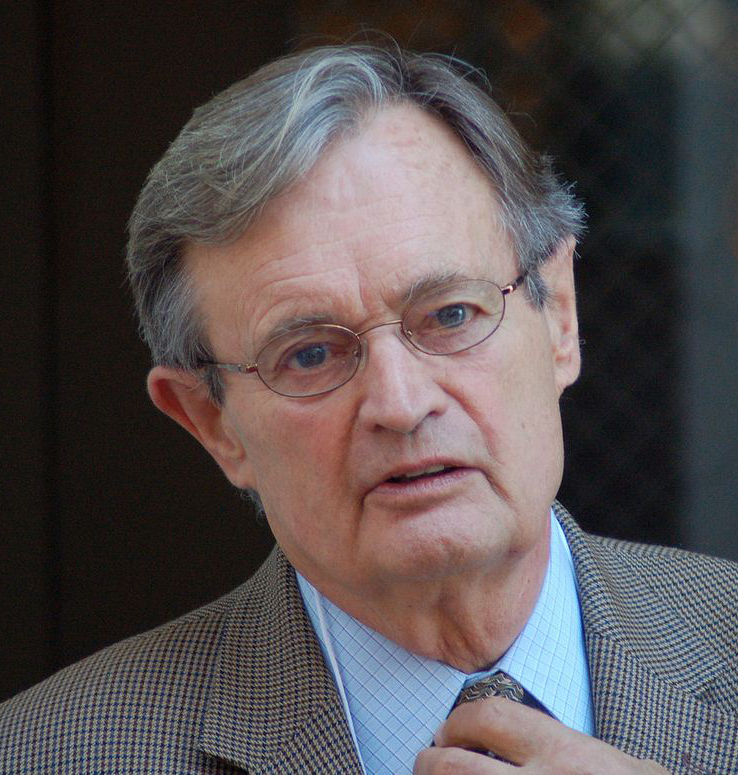
Schauspielkollege David McCallum äußerte sich sehr kritisch über den Ausstieg von de Pablo

Während die meisten Navy CIS-Darsteller sich zurückhaltend über de Pablos Entscheidung äußerten, fand einzig David McCallum, der in der Serie den Gerichtsmediziner Dr. Donald „Ducky“ Mallard spielt, sehr kritische Worte:

“It was frustration and anger that someone should just walk out on us. I just don’t understand how a leading lady in a show that’s worldwide, who ostensibly wants to have a career as an actress, suddenly walks away from such a gem and just vanishes a couple of days before we start production.”

„Es war Frustration und Wut, dass jemand einfach davonläuft. Ich verstehe nur nicht, wie eine Hauptdarstellerin in einer weltweiten Show, die angeblich Karriere als Schauspielerin machen will, plötzlich von einem solchen Juwel wegläuft und nur ein paar Tage vor Produktionsbeginn verschwindet.“

Nachdem Coté de Pablo unmittelbar nach ihrem Ausstieg von einem „persönlichen Grund“ für ihre Entscheidung sprach, ohne diesen näher zu beschreiben, äußerte sie sich erst Jahre später ausführlicher über die Gründe des Ausstieges:

„Das Drehbuch war einfach nicht gut genug. Deshalb habe ich mich dazu entschieden. Ich liebe die Figur und ich habe acht Jahre damit verbracht, diese Figur zu formen. Ich war einfach der Meinung, dass sie nicht mit dem nötigen Respekt behandelt wurde. […] ‚Ziva‘ sollte wieder nach Israel zurückkehren und zu einer tragischen und unglücklichen Frau werden.“

Als die Filmfigur Ziva David schließlich in der letzten Episode der 13. Staffel scheinbar bei einer Explosion in Israel ums Leben kommt, schien eine allfällige Rückkehr von de Pablo zu Navy CIS für immer ausgeschlossen. Diese Folge bedeutete auch das Serien-Aus von Michael Weatherly, dessen Filmfigur sich nun fortan der Erziehung von Tali, der gemeinsamen Tochter von Tony und Ziva, widmete.
Wie groß die Trauer unter den Fans nach dem Rückzug von Coté de Pablo war, ließ sich nicht nur an den Quoten für Navy CIS in den USA ablesen, die von durchschnittlich 19,3 Millionen pro Folge in Staffel 10 auf durchschnittlich 16,6 Millionen pro Folge in Staffel 13 sanken. Auf Youtube wurden und werden nach wie vor zahlreiche, meist sehr wehmütige, Fan-Videos veröffentlicht, die Ziva, ihre Beziehung zu Tony und zu Gibbs oder das Schauspielerduo Tiva zum Thema haben. Diese Videos erzielen teilweise Zugriffe im Millionenbereich und Hunderte Fans drücken in Kommentaren wie dem nachfolgenden ihre Gefühle aus:

“I came to the conclusion that Ziva was one, if not THE best character ever written and build in NCIS. She's one of the most memorable and beloved female character in a procedural show and what blessed it was to have Cote de Pablo.”

„Ich kam zu dem Schluss, dass Ziva einer der, wenn nicht DER beste Charakter war, der jemals für NCIS geschrieben und aufgebaut wurde. Sie ist eine der denkwürdigsten und beliebtesten weiblichen Figuren in einer Dramaserie und was für ein Segen es war, Cote de Pablo zu haben.“

#### Comeback 2019
2017 wurde Coté de Pablo von den Produzenten von Navy CIS gefragt, ob sie sich ein Comeback als Ziva David vorstellen könnte. Zusammen mit Drehbuchautorin Gina Monreal wurde deren Storyline dahingehend weiterentwickelt, dass sich de Pablo schließlich einverstanden erklärte, als Gaststar wieder in einigen Episoden mitzuwirken. Wie Filmproduzent Frank Cardea in einem Interview im Jahr 2020 berichtete, war von der Navy CIS-Besetzung lediglich Mark Harmon vom Comeback de Pablos informiert:

“When we first even remotely considered bringing Ziva back, there was a secret meeting between Steve Binder, myself, Mark Harmon, Cote, and Gina.”

„Als wir zum ersten Mal darüber nachdachten, Ziva zurückzubringen, gab es ein geheimes Treffen zwischen Steve Binder, mir, Mark Harmon, Cote und Gina.“

Erste Hinweise, die eine Rückkehr von Coté de Pablo zu Navy CIS andeuteten, gab es in Episode 13 (deutscher Titel Zivas Geheimnis, englischer Titel She) der 16. Staffel, als die von Emily Wickersham dargestellte Eleanor Bishop Hinweise fand, dass Ziva David ihren Tod nur vorgetäuscht hatte. Diese Episode war zuvor in einem 10-Sekunden-Trailer während der Super Bowl LIII am 3. Februar 2019 als Aufdeckung des größten Geheimnisses in der NCIS-Geschichte angekündigt worden und stieß prompt mit einer Quote von 13,37 Millionen Zusehern in Amerika auf das größte Publikumsinteresse der Staffel 16.
Coté de Pablo trat dann tatsächlich persönlich in der allerletzten Szene dieser Staffel gemeinsam mit Mark Harmon vor die Kamera, die als Cliffhanger für Staffel 17 konzipiert war. Diese nur rund 35 Sekunden dauernde Schlussszene wurde unter größter Geheimhaltung gedreht, wie Coté de Pablo in verschiedensten amerikanischen Talkshows während ihrer Promotiontour für Staffel 17 erzählte. Alle Schauspieler, bis auf den eingeweihten Mark Harmon, und den Großteil der Filmcrew hatte man bereits nach dem scheinbaren Ende der Dreharbeiten in den Urlaub geschickt, ehe de Pablo in der Nacht vom 1. auf den 2. Mai 2019 nur von einem Rumpfteam am Set willkommen geheißen wurde, um anschließend mit Mark Harmon ein neues Ende der Staffel 16 zu drehen. Alle anderen Navy CIS-Darsteller erfuhren zu ihrer Überraschung erst bei der Ausstrahlung dieser im Geheimen abgeänderten Folge am 23. Mai 2019 auf CBS von der Rückkehr Coté de Pablos.

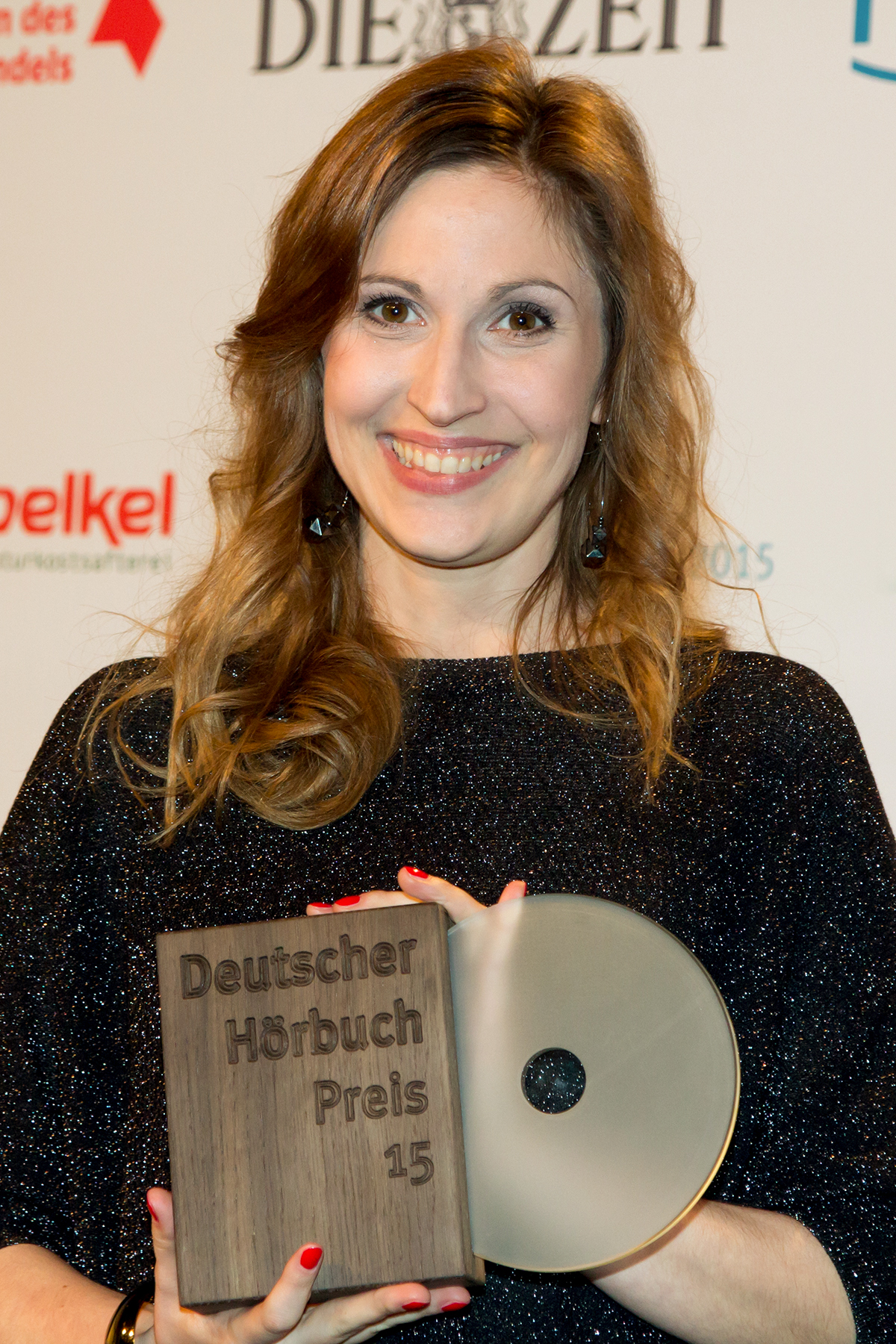
Maria Koschny ist Coté de Pablos Synchronsprecherin bei Navy CIS

Das Engagement von Coté de Pablo in der neuen Staffel umfasste schließlich vier Episoden (1, 2, 10 und 11), ehe sie in ihrer Filmrolle als Ziva David in einer emotionalen Schlussszene in der Episode Regel neun (englischer Originaltitel In The Wind) Abschied vom Navy CIS-Team nahm, um zu ihrer Familie nach Paris zu fliegen. Fragen auf ihrer Promotiontour, ob damit die Storyline von Ziva David tatsächlich ein Ende gefunden habe oder ob in Zukunft vielleicht sogar mit einem Ziva-Comeback zu rechnen sei, ließ die Schauspielerin weitgehend offen. Für Filmproduzent Frank Cardea hängt eine mögliche neuerliche Rückkehr de Pablos zu Navy CIS in erster Linie davon ab, welche Entwicklungsmöglichkeit Drehbuchautorin Gina Monreal in der Figur Ziva David noch sieht.
Die Leser der Webseite „TV Insider“ kürten die Rückkehr von Coté de Pablo zu Navy CIS als wichtigstes TV-Comeback des Jahres 2019, die Schauspielerin konnte sich dabei gegen Kolleginnen wie Jennifer Aniston (The Morning Show) oder Fran Drescher (Indebted) durchsetzen.

#### NCIS: Tony & Ziva– Comeback 2024 mit eigener Serie

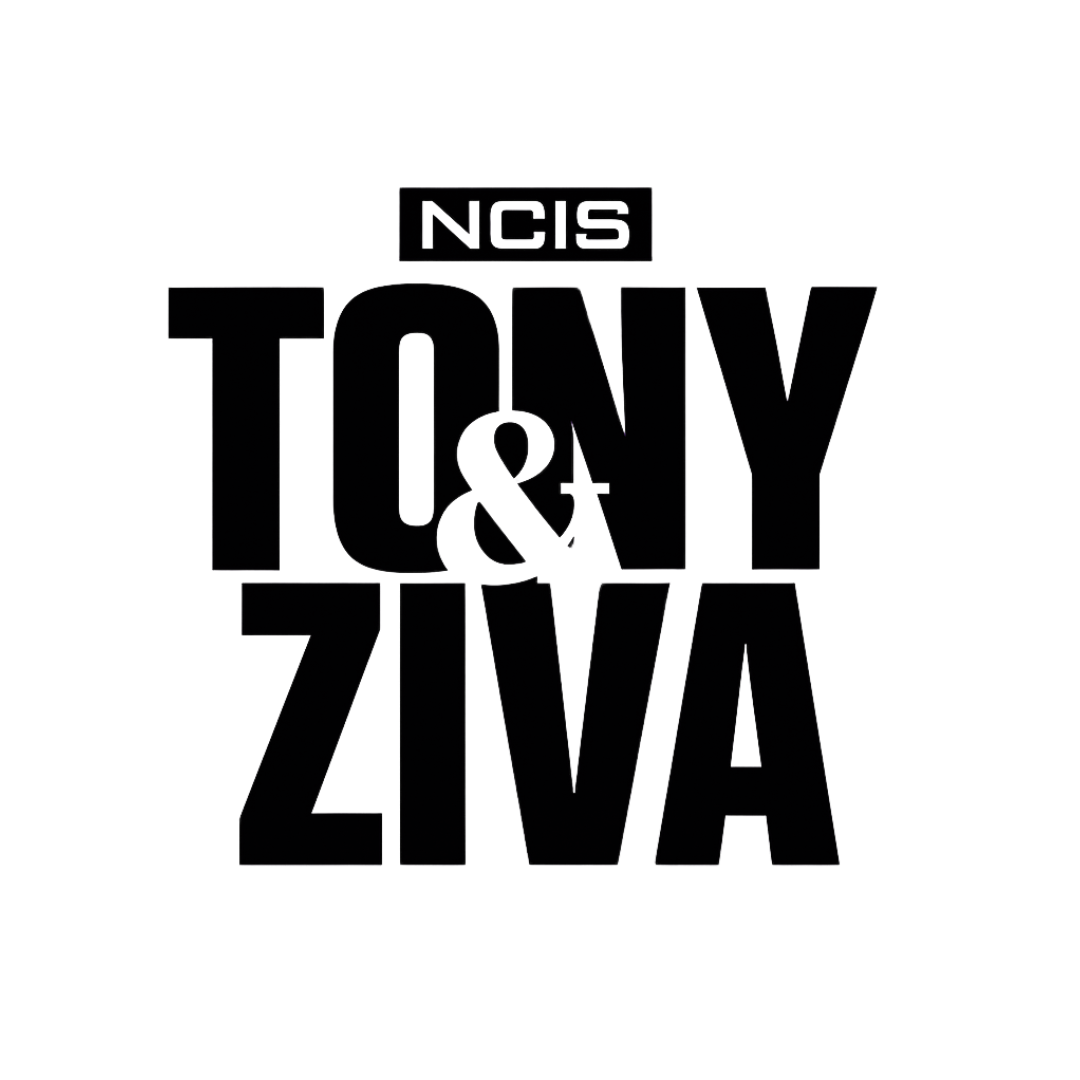
Logo des NCIS Spin-offs NCIS: Tony & Ziva

Am 28. Februar 2024 veröffentlichte das Medienportal Deadline, dass der amerikanische Streaming-Service Paramount+ ein Navy CIS-Spin-off mit Coté de Pablo als Ziva David und Michael Weatherly als Tony DiNozzo in den Hauptrollen plane. Demnach soll in zehn Episoden eine actiongeladene Flucht der beiden Filmfiguren zusammen mit ihrer Tochter Tali quer durch Europa gezeigt werden. Coté de Pablo und Michael Weatherly fungieren zusammen mit John McNamara auch als Produzenten des Spin-offs, das den Namen NCIS: Tony & Ziva trägt.
In einem gemeinsamen Statement bedankten sich beide Schauspieler folgendermaßen für die jahrelange Unterstützung durch ihre Fans:

“We also want to acknowledge and thank the fans from around the world who supported the ‘Tiva’ movement for years. To this day, they say hello in grocery stores and on the street to tell us how much these characters mean to them and ask what Tony and Ziva are up to now. This is for you!”

„Wir möchten uns auch bei den Fans aus aller Welt bedanken, welche die 'Tiva'-Bewegung jahrelang unterstützt haben. Bis zum heutigen Tag grüßen sie uns in Lebensmittelgeschäften und auf der Straße, um uns zu sagen, wie viel ihnen diese Figuren bedeuten, und um zu fragen, was Tony und Ziva jetzt machen. Das ist für euch!“

Die Ankündigung des neuen Navy CIS-Ablegers rief weltweit ein großes Medienecho hervor, so berichteten im deutschsprachigen Raum neben den einschlägigen Internetportalen auch Printmedien wie Stern, Der Standard oder die Salzburger Nachrichten über dieses Vorhaben.
Im Vorfeld der Dreharbeiten, die im Sommer und Herbst 2024 hauptsächlich in Budapest stattfanden, besuchten Coté de Pablo und Michael Weatherly im Juni 2024 auch das Festival de Télévision de Monte-Carlo. Zum Anlass der Veröffentlichung der 1000. Folge des NCIS-Universums (Navy CIS, NCIS: New Orleans und NCIS: Los Angeles) waren zusätzlich zu den beiden Schauspielern auch Brian Dietzen und Wilmer Valderrama als Gäste geladen. Ein weiterer Promotionauftritt der beiden Schauspieler erfolgte am 22. Oktober 2024 bei der MIPCOM in Cannes, wo sie zusammen mit Dan Cohen, dem Chief Content Licensing Officer von Paramount, Rede und Antwort zu ihrer neuen Serie standen.
Im Frühjahr 2025 erfolgte die Veröffentlichung eines zweiminütigen Teasers, der kurze Sequenzen der Staffel mit den beiden Schauspielern und ihrer Filmtochter Tali, die von Isla Gie dargestellt wird, zeigt. Szenen des Teasers wurden umgehend in Fanvideos verarbeitet und auf Plattformen wie Youtube veröffentlicht.
Parallel dazu erschienen in der Presse Beiträge mit Aussagen von John McNamara und Michael Weatherly zu diesem Projekt, wobei Letzterer die Arbeit mit seiner Kollegin Coté de Pablo folgendermaßen beschrieb: 

„Es war überraschend, wie Cote und ich einfach in diesen neuen Raum mit unseren Charakteren hineingefallen sind. Wir sind geprägt von der Vergangenheit, erleuchtet durch die Gegenwart und dabei, eine gemeinsame Zukunft zu sehen.“

Mitte Juni 2025 wurde schließlich mit 4. September der offizielle Starttermin der Serie auf dem Streamingdienst Paramount+ bekanntgegeben. NCIS: Tony & Ziva ist somit der erste Navy CIS-Ableger, der nicht auf CBS erscheint, sondern ausschließlich im Streaming verfügbar ist. Anlässlich der Bekanntgabe des Serienstarts meinten beide Schauspieler:

„Wir freuen uns unglaublich, endlich das nächste Kapitel von Tony und Ziva mit den großartigen Fans auf der ganzen Welt zu teilen, die nie aufgehört haben, daran zu glauben, dass dieser Tag kommen würde.“

#### PodcastOff Duty: An NCIS Rewatch

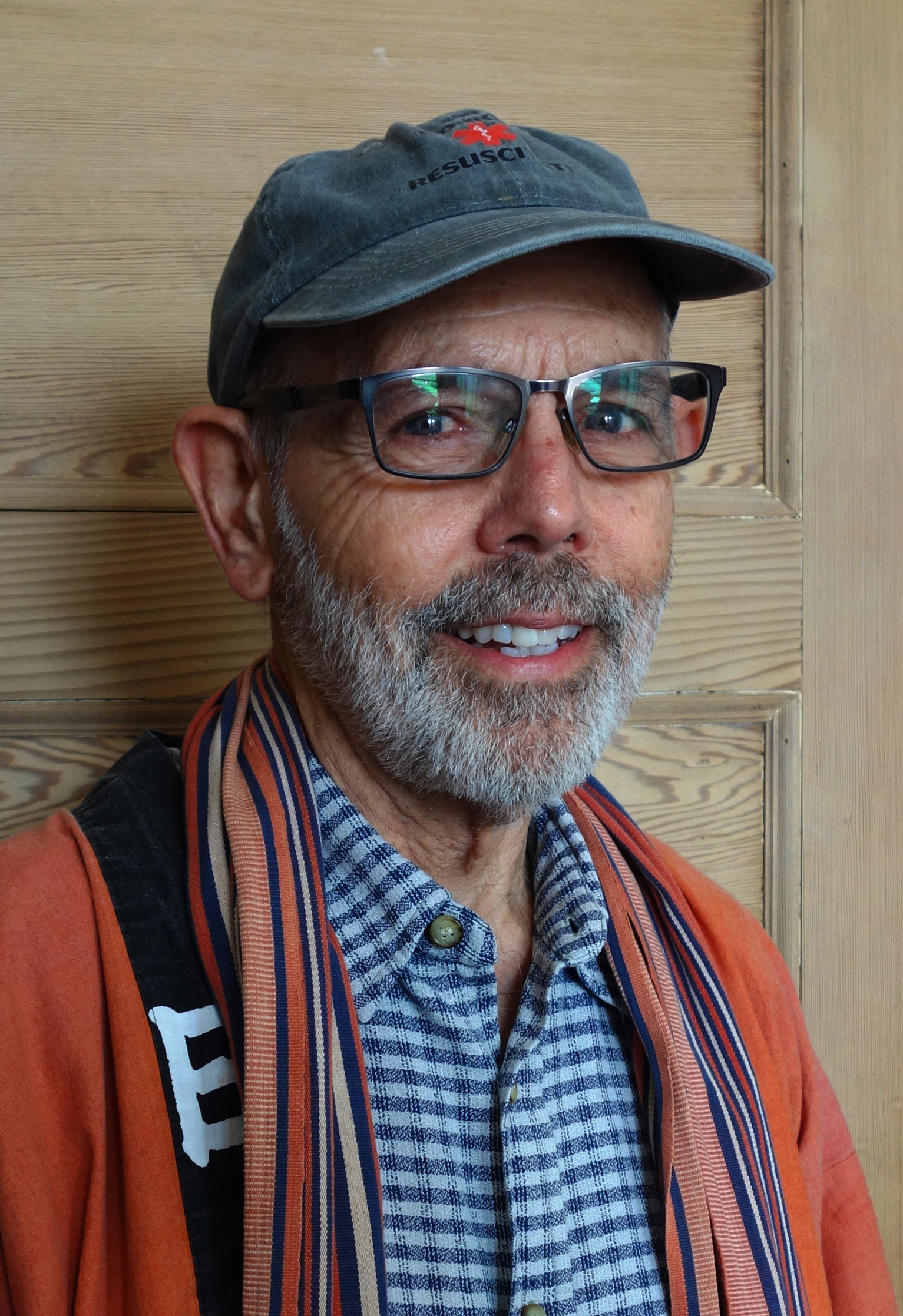
Coté de Pablo dankte Joe Spano im Zuge des Podcasts Off Duty: An NCIS Rewatch für seine Haltung ihr gegenüber bei ihrem Ausstieg aus Navy CIS 2013

Am 4. Juni 2024 startete auf Spotify ein wöchentlicher Podcast mit dem Titel Off Duty: An NCIS Rewatch in dem Coté de Pablo und Michael Weatherly 19 Jahre Seriengeschichte Revue passieren lassen. In den meist einstündigen Folgen des Podcasts sprechen sie unter anderem über ihre Anfänge bei Navy CIS und präsentieren dem Publikum eine Vielzahl von Hintergrundinformationen zur Serie. Dabei werden sie unterstützt durch wöchentlich wechselnde ehemalige bzw. aktuelle Navy CIS-Darsteller wie Sasha Alexander, Brian Dietzen, Emily Wickersham, Robert Wagner, Sean Murray oder Joe Spano.
Die Schauspielerin, die ansonsten ihr Privatleben sehr zurückgezogen von der Öffentlichkeit lebt, gab in verschiedenen Folgen des Podcasts überraschenderweise an, dass sie Mutter und Ehefrau sei. Ein besonders emotionaler Moment für Coté de Pablo war das Wiedersehen mit Joe Spano, dem sie zu Tränen gerührt dankte, weil er sie bei ihrem Ausstieg aus Navy CIS 2013 als einziger umarmt und ihr zu ihrer Entscheidung gratuliert hatte. Für sie sei das damals eine sehr schwierige Zeit gewesen und diese Umarmung hätte ihr in dieser Situation viel Kraft gegeben, begründete sie ihre emotionale Reaktion mehr als zehn Jahre nach diesem Ereignis.

#### Auszeichnungen für die Rolle derZiva David
Für ihre Arbeit bei Navy CIS wurde Coté de Pablo 2006 bei den 21st Annual Imagen Awards in der Kategorie Best Supporting Actress – Television und 2011 bei den ALMA Awards als Outstanding Actress in a Drama Television Series ausgezeichnet. Sie ist damit das einzige Navy CIS-Ensemblemitglied, das jemals mit Film- oder Fernsehpreisen für die Arbeit bei dieser Serie ausgezeichnet wurde. Auch für ihr Comeback 2019 wurde sie neben sieben anderen Schauspielerinnen bei den 35th Annual Imagen Awards in der Kategorie Best Supporting Actress – Television nominiert, ausgezeichnet wurde im September 2020 letztendlich Manni L. Perez aus der Serie Law & Order: Special Victims Unit.
2012 fungierte de Pablo als Co-Moderatorin bei den Tony Awards.

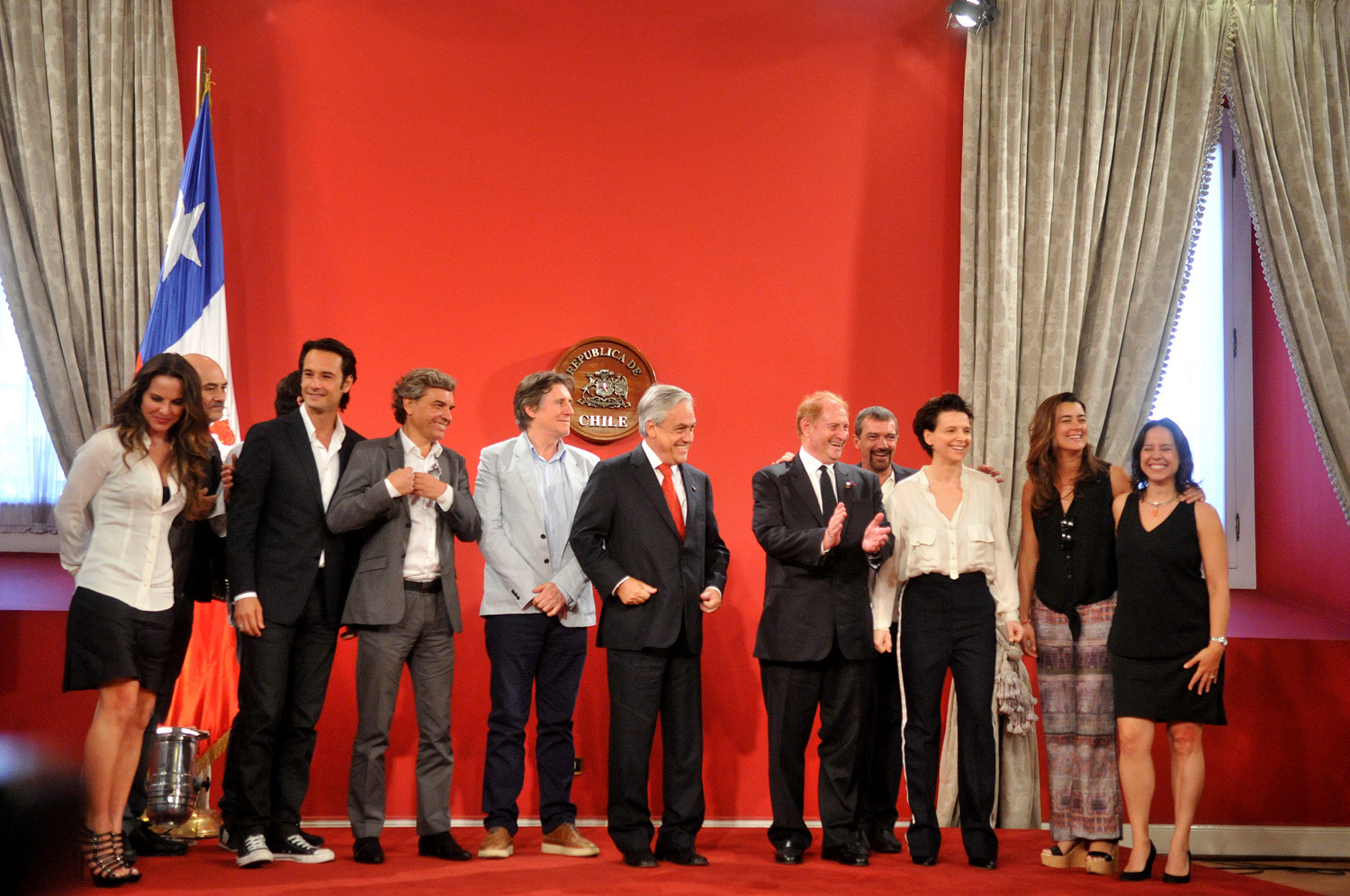
Coté de Pablo und die Schauspieler des Filmes 69 Tage Hoffnung bei einem Empfang des chilenischen Präsidenten Sebastián Piñera in Santiago de Chile im Januar 2014.

#### Synchronstimme
Maria Koschny verleiht Coté de Pablo ihre Synchronstimme bei Navy CIS.

### Andere Filmprojekte

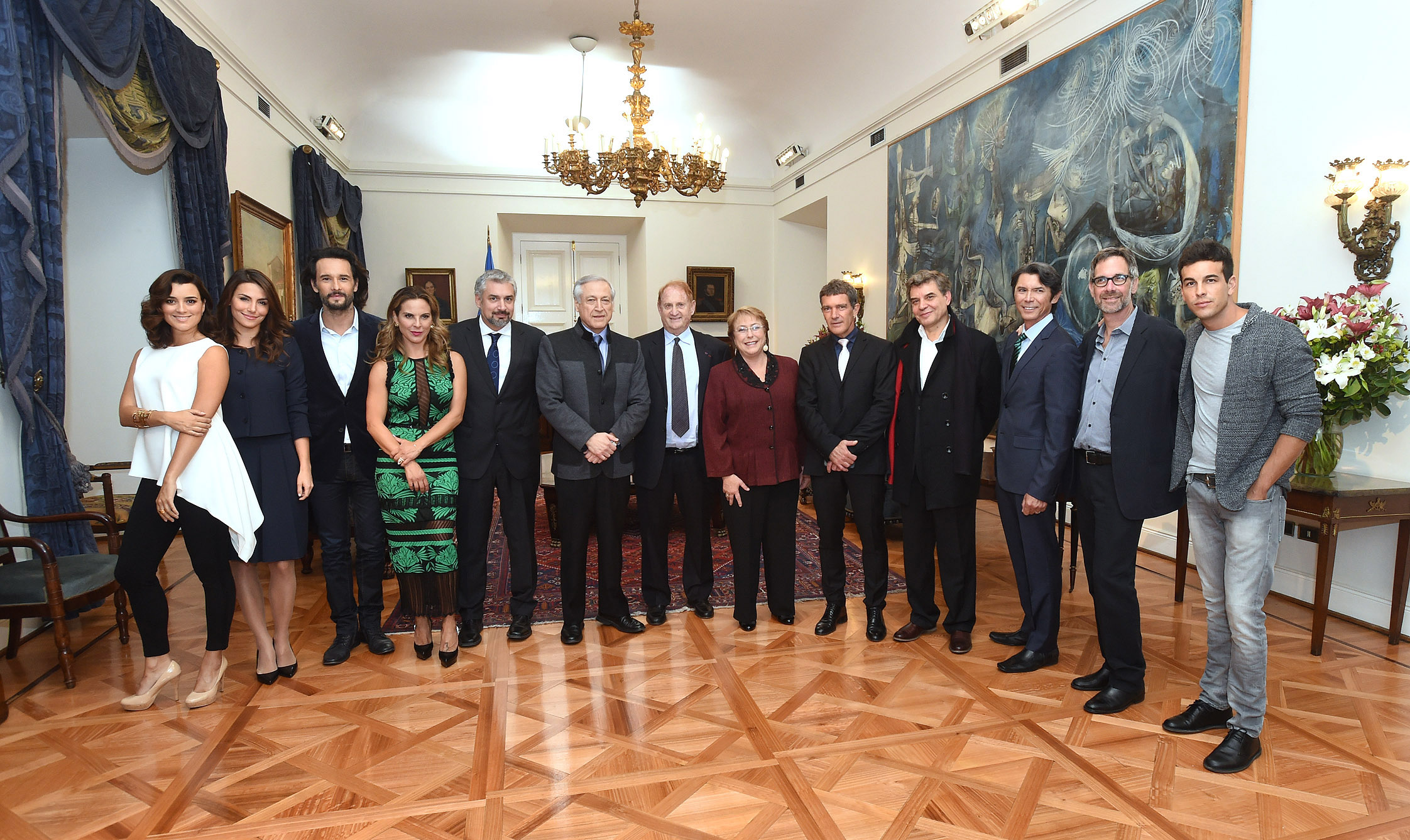
Coté de Pablo und die Schauspieler des Filmes 69 Tage Hoffnung beim Empfang von Präsidentin Michelle Bachelet in Santiago de Chile im August 2015.

Während ihres Engagements bei Navy CIS wirkte de Pablo auch im kanadischen Western Der letzte Ritt des Ransom Pride (Originaltitel: The Last Rites of Ransom Pride) aus dem Jahr 2010 mit.
2014, nach ihrem Ausstieg aus NCIS, stellte sie Jessica Vega, die Frau des Bergarbeiters Álex Vega, im chilenischen Spielfilm 69 Tage Hoffnung dar. Dieser erzählt die Geschichte jener 33 chilenischen Bergarbeiter, die nach dem Grubenunglück von San José für 69 Tage im Bergwerk eingeschlossen waren, und ihrer Familien, ehe sie in einer weltweit Beachtung gefundenen Rettungsaktion befreit werden konnten. Chiles Präsident Sebastián Piñera, der im Film von Bob Gunton porträtiert wird, lud am 31. Jänner 2014 Coté de Pablo, Antonio Banderas, Juliette Binoche und weitere Mitglieder der Besetzung in den Präsidentenpalast La Moneda in Santiago de Chile ein. Kurz vor der Veröffentlichung des Filmes wurden die Schauspieler ein zweites Mal in den Präsidentenpalast eingeladen, dieses Mal von Piñeras Nachfolgerin im Präsidentenamt Michelle Bachelet. Obwohl das internationale Einspielergebnis des Films sehr enttäuschend war, räumte er bei den Imagen Awards 2016 viele Preise ab. Coté de Pablo gewann dabei ihren zweiten Imagen Award, dieses Mal in der Kategorie Best Supporting Actress – Feature Film.
Zudem wurde sie für die Rolle der Mystikerin und Heilerin Shira in der zweiteiligen Miniserie The Dovekeepers besetzt, die nach dem gleichnamigen Roman von Alice Hoffman über vier Frauen, die die Belagerung von Massada miterleben, gedreht wurde.

### Musikalisches
Aufgrund ihrer Musicalausbildung trat Coté de Pablo auch mehrmals gesanglich in Erscheinung. So sang sie am Beginn der ersten Episode (deutscher Titel Aus den Augen... englisch Last Man Standing) der Navy CIS-Staffel 6 einen Teil des Liedes Temptation von Tom Waits. Das komplette Lied ist Teil der CD NCIS: The Official TV Soundtrack – Volume 1, des offiziellen Soundtracks der Serie, und wurde im Februar 2009 veröffentlicht.
Im Film 69 Tage Hoffnung sang de Pablo Gracias a la vida (‚Dank an das Leben‘) von Violeta Parra, das auch im Soundtrack des Filmes aufscheint.
Auf der von Roberto Pitre 2014 veröffentlichten CD Vivo en vida begleitete Coté de Pablo die Musikstücke Samba in Prelude und Cry Me a River mit ihrem Gesang.

## Filmografie
- 1994–1995: Control (Fernsehserie)
- 2000: The $treet – Wer bietet mehr? (The $treet, Fernsehserie, Folge 1x05 Hostile Makeover)
- 2001: The Education of Max Bickford (Fernsehserie, Folge 1x06 Do It Yourself)
- 2004: The Jury (Fernsehserie, 10 Folgen)
- 2005–2013, 2019–2020: Navy CIS (NCIS, Fernsehserie, 194 Folgen)
- 2010: Der letzte Ritt des Ransom Pride (The Last Rites of Ransom Pride)
- 2015: The Dovekeepers (Miniserie, 2 Folgen)
- 2015: 69 Tage Hoffnung (The 33)
- 2016: Prototype (Fernsehfilm)
- 2019: Seneca

## Auszeichnungen
- 2006: Imagen Award als Best Supporting Actress – Television für Navy CIS[2]
- 2011: ALMA Award als Outstanding Actress in a Drama Television Series für Navy CIS[3]
- 2016: Imagen Award als Best Supporting Actress – Feature Film für The 33[4]

Nominierungen:
- 2008: ALMA Award als Outstanding Actress in a Drama Television Series für Navy CIS
- 2009: ALMA Award als Outstanding Actress in a Drama Series für Navy CIS
- 2009: Imagen Award als Best Supporting Actress – Television für Navy CIS
- 2011: Imagen Award als Best Actress – Television für Navy CIS
- 2012: ALMA Award als Favorite TV Actress – Drama für Navy CIS
- 2020: Imagen Award als Best Supporting Actress – Television für Navy CIS[71]